# Krokos
Krokos (gr. Κρόκος) – miejscowość w północnej Grecji, w administracji zdecentralizowanej Epir-Macedonia Zachodnia, w regionie Macedonia Zachodnia, w jednostce regionalnej Kozani, w gminie Kozani. W 2011 roku liczyła 2977 mieszkańców.
Do 2006 roku miejscowość należała do gminy Elimeia, jednakże w referendum, które odbyło się w 2006 roku 55% mieszkańców poparło plan włączenia miasta w skład gminy Kozani. Miasto posiada rozwiniętą sieć telekomunikacyjną oraz posiada dostęp do internetu dzięki efektywnym łączom ADSL.
Etymologia miasta wywodzi się od nazwy kwiatu szafranu, który w m.in. języku greckim jest nazywany krokusem. Miasto słynie w całej Grecji z hodowli tego kwiatu, stosowanego jako przyprawa kuchenna.